# L'angelo azzurro e altri successi
L'angelo azzurro e altri successi è un 33 giri antologico di Umberto Balsamo, pubblicato dalla Polydor nel 1989.

## Tracce
1. L'angelo azzurro (testo di Umberto Balsamo e Cristiano Malgioglio; musica di Umberto Balsamo)
2. Balla (testo e musica di Umberto Balsamo)
3. Natalì (testo di Cristiano Minellono; musica di Umberto Balsamo)
4. Passato, presente, futuro (testo di Cristiano Minellono; musica di Umberto Balsamo)
5. Bugiardi noi (testo di Cristiano Minellono; musica di Umberto Balsamo)
6. Amore (testo e musica di Umberto Balsamo)
7. Pianeti (testo e musica di Umberto Balsamo)
8. Crepuscolo (testo e musica di Umberto Balsamo)
9. Finalmente soli (testo di Cristiano Minellono; musica di Umberto Balsamo)
10. Donna (testo e musica di Umberto Balsamo)